# TCB-2
TCB-2是一种含氮有机溴化合物，化学式C
11H
14BrNO
2，属于苯乙胺衍生物，结构上与2C系列的2C-B类似，能作为致幻剂，2006年由普渡大學的科学家研发。